# Culture of Fear
Culture of Fear – szósty album studyjny Thievery Corporation, wydany 28 czerwca 2011 roku w Stanach Zjednoczonych przez Eighteenth Street Lounge Music jako CD.

## Album

### Charakterystyka muzyczna
Pomimo niedwuznacznego tytułu Culture of Fear nie jest tak nacechowany politycznie, jak poprzedni album zespołu. Wyjaśniając ten tytuł (Kultura strachu) Eric Hilton stwierdził, iż powodem jego użycia było powszechne odczucie, że po zamachu z 11 września ludzie żyli w poczuciu strachu, który był nieco sztuczny. Na ludzki lęk, że może wydarzyć się kolejny atak terrorystyczny, nałożyły się obawy o pewność pracy w najbliższej przyszłości oraz o stabilność pieniądza i rynku. Na ogół jednak ludzie, zdaniem Hiltona, pozostali sobą, a zespół był wszędzie przyjaźnie przyjmowany, nawet w takich kontrowersyjnych miejscach jak Rosja czy kraje arabskie. W wywiadzie dla Sophie Gilbert stwierdził on, że obaj z Garzą w poszukiwaniu inspiracji do niektórych piosenek sięgnęli również do lat 60., w tym do doświadczeń takich grup studyjnych, takich jak Mystic Moods Orchestra, które tworzyły muzykę do filmów i telewizji, zacierając przy tym granice między gatunkami.
Choć pewne utwory, takie jak: „Overstand”, „False Flag Dub” czy „Culture of Fear” kontynuują tematykę Radio Retaliation, to większość utworów obecnego wydawnictwa, w tym: „Take My Soul”, „Where It All Starts”, „Is It Over?” i „Safar (The Journey)” stanowią typowe dla zespołu, ciężkie nagrania z uwodzicielskim, kobiecym wokalem.

### Lista utworów
Zestaw utworów na płycie CD:
| Nr  | Tytuł utworu          | Wokal                    | Długość |
| --- | --------------------- | ------------------------ | ------- |
| 1.  | „Web Of Deception”    | Tamara Wellons           | 4:32    |
| 2.  | „Culture Of Fear”     | Mr. Lif                  | 3:12    |
| 3.  | „Take My Soul”        | Lou Lou Ghelichkhani     | 3:51    |
| 4.  | „Light Flares”        |                          | 3:01    |
| 5.  | „Stargazer”           | Sleepy Wonder            | 3:44    |
| 6.  | „Where It All Starts” | Lou Lou Ghelichkhani     | 3:21    |
| 7.  | „Tower Seven”         |                          | 7:48    |
| 8.  | „Is It Over?”         | Shana Halligan           | 3:22    |
| 9.  | „False Flag Dub”      | Chris "Ras Puma" Smith   | 3:04    |
| 10. | „Safar (The Journey)” | Lou Lou Ghelichkhani     | 1:43    |
| 11. | „Fragments”           |                          | 4:10    |
| 12. | „Overstand”           | Chris "Ras Puma" Smith   | 3:40    |
| 13. | „Free”                | Sylvia Bernice Eberhardt | 4:02    |
|     |                       |                          | 49:30   |

### Muzycy
- Eric Hilton, Rob Garza – wszystkie instrumenty, produkcja
- Ashish Vyas – gitara basowa
- Andrew Black – perkusja
- Jeff Franca – perkusja, instrumenty perkusyjne, melodyka
- Federico Aubele – gitara
- Jeff "Jahlex" Alexander – gitara
- Rob Myers – gitara
- Dave Finnell, Frank Mitchell – rogi
- Darrell Burke, Will Rast – instrumenty klawiszowe
- Will Rast – organy[1]

### Inżynierowie dźwięku
Chris "Stone" Garrett, Gianmaria Conti

## Odbiór

### Opinie krytyków
| Oceny łączne         | Oceny łączne |
| Publikacja           | Ocena        |
| -------------------- | ------------ |
| Album of the Year    | 66/100       |
| Metacritic           | 72/100       |
| Recenzje             |              |
| Publikacja           | Ocena        |
| AllMusic             | [ 2 ]        |
| Consequence of Sound | B            |
| Paste                | 7.0/10       |
| Record Collector     | [ 8 ]        |
| RYM                  | 3.07/5       |
| Sputnikmusic         | 3.0/5        |

Według opinii Douglasa Heselgrave’a z magazynu Paste Culture of Fear od strony muzycznej nie stanowi zaskoczenia. Nie wytycza nowych granic, ani nie zawiera nowych pomysłów. Od strony brzmieniowej jest połączeniem brzmienia rzeczywistych instrumentów (jak gitary, na których grają Federico Aubele i Rob Myers) z elektronicznymi teksturami i frazami obejmującymi style od brazylijskiej bossa novy do starego, jamajskiego dubu.
Garza i Hilton nie zbaczają zbyt daleko od utartej ścieżki, wytyczonej przez poprzednie albumy, skupiając się bardziej na rozszerzaniu i ulepszaniu swojej formuły, niż na jej innowacjach.
Podobną opinię wyraził Daryl Easlea z Record Collector; według niego „album, z kamerą przemysłową na przedniej okładce, pełen jest gęsto upakowanych opowieści o paranoi na tle swobodnego podkładu reggae”. Od strony muzycznej „nie zawiera niczego odkrywczego, ale umacnia pozycję grupy jako jednego z pierwszorzędnych muzycznych komentatorów politycznych”. Funkowy, otwierający album „Web Of Deception”, ma za temat 7 World Trade Center, budynek, na którym skupiły się wszystkie teorie spiskowe na temat 11 września, zaś „False Flag Dub” to „wspaniały pretekst do czadowego odlotu”. Ocenę podsumowuje stwierdzeniem, iż „po innowacjach w The Cosmic Game i Radio Retaliation, Garza i Hilton wydają się po prostu wykorzystywać swoje mocne strony”. 
Zdaniem Chrisa Coplana z magazynu Consequence of Sound „najjaśniejszym momentem optymizmu” na płycie jest „Where It All Starts” w wykonaniu Lou Lou Ghelichkhani. To utwór „ambiwalentny i kosmiczny, a jednocześnie osobisty i intymny jak słodki szept czegoś szczerego. Jest w nim także coś zmysłowego, a nawet romantycznego, dzięki jazzowemu rytmowi”.
| Kraj              | Lista                               | Pozycja |
| ----------------- | ----------------------------------- | ------- |
| Nowa Zelandia     | ONZMC                               | 39      |
| Stany Zjednoczone | Billboard 200                       | 52      |
| Stany Zjednoczone | Dance/Electronic Albums (Billboard) | 3       |
| Stany Zjednoczone | Independent Albums (Billboard)      | 7       |
| Szwajcaria        | Schweizer Hitparade                 | 52      |

| Kraj              | Lista                               | Pozycja |
| ----------------- | ----------------------------------- | ------- |
| Stany Zjednoczone | Dance/Electronic Albums (Billboard) | 24      |